# Run Away with Me
Run Away With Me —en español: «Corre conmigo» es una canción grabada por la cantante canadiense Carly Rae Jepsen para su tercer álbum de estudio, E•MO•TION. Fue escrito por Jepsen, Mattias Larsson, Robin Lennart Fredriksson, Oscar Holter, Shellback y Jonnali Parmenius y producido por Mattman & Robin y Shellback.
«Run Away With Me» fue lanzado como segundo sencillo del álbum el 17 de julio de 2015, y recibió elogios de la crítica. La canción fue estrenada el Hit Fm (España) el 17 de junio de 2015. Comercialmente, alcanzó el top 30 en Escocia, Eslovaquia y República Checa.
- Datos: Q20648787